# 픽사
픽사 애니메이션 스튜디오스(영어: Pixar Animation Studios) 또는 간단히 픽사는 미국 캘리포니아주 에머리빌에 있는 컴퓨터 그래픽스 애니메이션 영화 스튜디오이다. 컴퓨터 애니메이션뿐 아니라 최신 3차원 컴퓨터 그래픽스 기술을 개발하고 판매하고 있다. 가장 유명한 것으로 고수준의 사실적인 이미지를 만들어내는 업계 표준 렌더링 소프트웨어 렌더맨이 있다. 2006년 1월 24일 월트 디즈니 회사는 74억 달러에 주식시장을 통해 픽사를 인수하는데 동의하였다. 디즈니와 픽사의 합병은 2006년 5월 5일 성사되어 현재 픽사는 디즈니의 자회사가 되었다.
픽사는 《토이 스토리》(1995)를 시작으로 최신작인 《엘리오》(2025)까지 모두 29편의 장편 영화들을 제작하였다. 《토이 스토리》는 역사상 첫 장편 CG 애니메이션 영화이기도 하다. 픽사의 영화 중 《니모를 찾아서》(2003), 《토이 스토리 3》(2010), 《인사이드 아웃》(2015), 《도리를 찾아서》(2016)은 역대 영화 매출 순위 50위에 들기도 하였는데 그 중 《토이 스토리 3》는 10억 6300만 달러의 수익으로 《겨울왕국》(2013)과 《미니언즈》(2015)에 이어 역대 애니메이션 영화 매출 순위 3위를 기록하고 있다.
픽사는 15번의 아카데미상, 7번의 골든 글로브상, 11번의 그래미상 등 여러 상을 수상하였다.
2009년 9월 6일, 픽사의 경영진인 존 래시터, 브래드 버드. 피트 닥터, 앤드루 스탠턴. 리 언크리치가 베네치아 국제 영화제에서 명예 황금종려상을 수상하였다. 루카스 필름의 창립자 조지 루카스가 상을 시상하였다.

## 역사
1979년 루카스필름 컴퓨터 사업부는 에드 캣멀을 고용하면서 그래픽 분야를 출범시켰다. 연구 분야에서 성공적인 결과를 다수 내놓고 스타 트렉 2: 칸의 분노와 젊은 셜록 홈즈와 같은 작품이 성공을 거두자, 애플 컴퓨터에서 쫓겨난 CEO 스티브 잡스가 1986년 이 회사를 천만달러에 사들였고, 이것이 픽사의 시작이었다. 이때 캣멀 박사는 CEO 겸 사장, 앨비 레이 스미스 박사는 부사장, 스티브 잡스는 회장의 직위를 차지했다.
픽사는 주로 정부와 의료기관에 고성능 그래픽 디자인용 컴퓨터인 픽사 이미지 컴퓨터를 판매하는 하드웨어 판매사로 시작했다. 디즈니 스튜디오도 수작업으로 처리하는 2차원 애니메이션 제작을 자동화하기 위해 이들의 컴퓨터를 구입하였다. 픽사 이미지 컴퓨터의 판매는 부진했지만, 이 컴퓨터를 홍보하기 위해 존 래세터가 제작한 짧은 애니메이션 필름 〈럭소 주니어〉는 그래픽스 학회 시그래프에 발표되어 큰 찬사를 받았다.
픽사 이미지 컴퓨터가 잘 팔리지 않아 회사가 재정 위기에 처하자 래세터가 이끄는 애니메이션 부서에서는 다른 회사의 컴퓨터 애니메이션 광고 제작을 맡게 되었다. 또한 픽사는 디즈니와도 지속적인 관계를 유지하여, 디즈니의 CAPS(컴퓨터를 이용한 애니메이션 제작 시스템) 프로젝트에서 소프트웨어 개발에 기술을 지원하였다. 1991년, 픽사는 컴퓨터 부서를 상당부분 정리한 후 디즈니와 2600만 달러에 《토이 스토리》를 비롯한 컴퓨터 애니메이션을 제작하기로 계약하였다.
현재까지 픽사가 제작한 주된 애니메이션 작품은 월트 디즈니 컴퍼니와의 공동작업으로 개발한 것이다. 시나리오, 개발 등의 제작 과정은 전부 픽사에서 담당하고, 제작비는 양사가 절반씩 분담하며 배급과 홍보, 그리고 그에 드는 비용은 전부 디즈니에서 담당하였다. 1995년 《토이 스토리》를 제작한 이후 픽사와 디즈니는 10년간 5개의 작품을 이같은 방식으로 제작하기로 계약하였다. 당시 애니메이션 업계에서 디즈니의 위치를 반영하듯, 디즈니는 5개 작품의 영화와 캐릭터의 모든 판권을 독점하고 각 영화가 내는 이득의 10 내지 15%를 배급료로 가져가기로 하였다. 픽사의 5개 작품은 평균 5억 달러가 넘는 이익을 창출했다.
2006년 1월 24일, 디즈니는 픽사를 약 74억달러어치(픽사 주식 1주당 디즈니 주식 2.3주)의 주식으로 인수할 것을 결정했다고 공식 발표했다. 같은 해 5월 5일에 완료된 이 계약으로 픽사 주식의 50.1%를 소유한 대주주 스티브 잡스는 디즈니의 주식 7%를 갖게 되어 디즈니의 최대 개인 주주가 되고 이사회석을 얻게 된다. 픽사 사장 에드 캣멀은 디즈니-픽사 애니메이션 스튜디오의 사장이 된다. 또한 픽사의 부사장 존 라세터는 새로 생겨날 디즈니-픽사 애니메이션 스튜디오의 최고책임자가 되는 동시에 디즈니 테마 파크를 설계하고 건축하는 월트 디즈니 이미지니어링의 고문역을 맡게 된다.

### 확장
2010년 4월 20일, 픽사 애니메이션 스튜디오스는 캐나다 브리티시컬럼비아 주 밴쿠버에 픽사 캐나다를 설립하였다. 2013년 10월, 픽사는 본사에 다시 힘을 기울이기 위하여 픽사 캐나다를 해체하였다.

## 공개 기술
픽사는 실사 3D 렌더링 소프트웨어 랜더맨을 2015년 3월 이후 비영리 용도를 전제로 무료로 공개했다.

## 같이 보기
- 월트 디즈니 컴퍼니
- 월트 디즈니 애니메이션 스튜디오